# ریچموند هیل، انتاریو

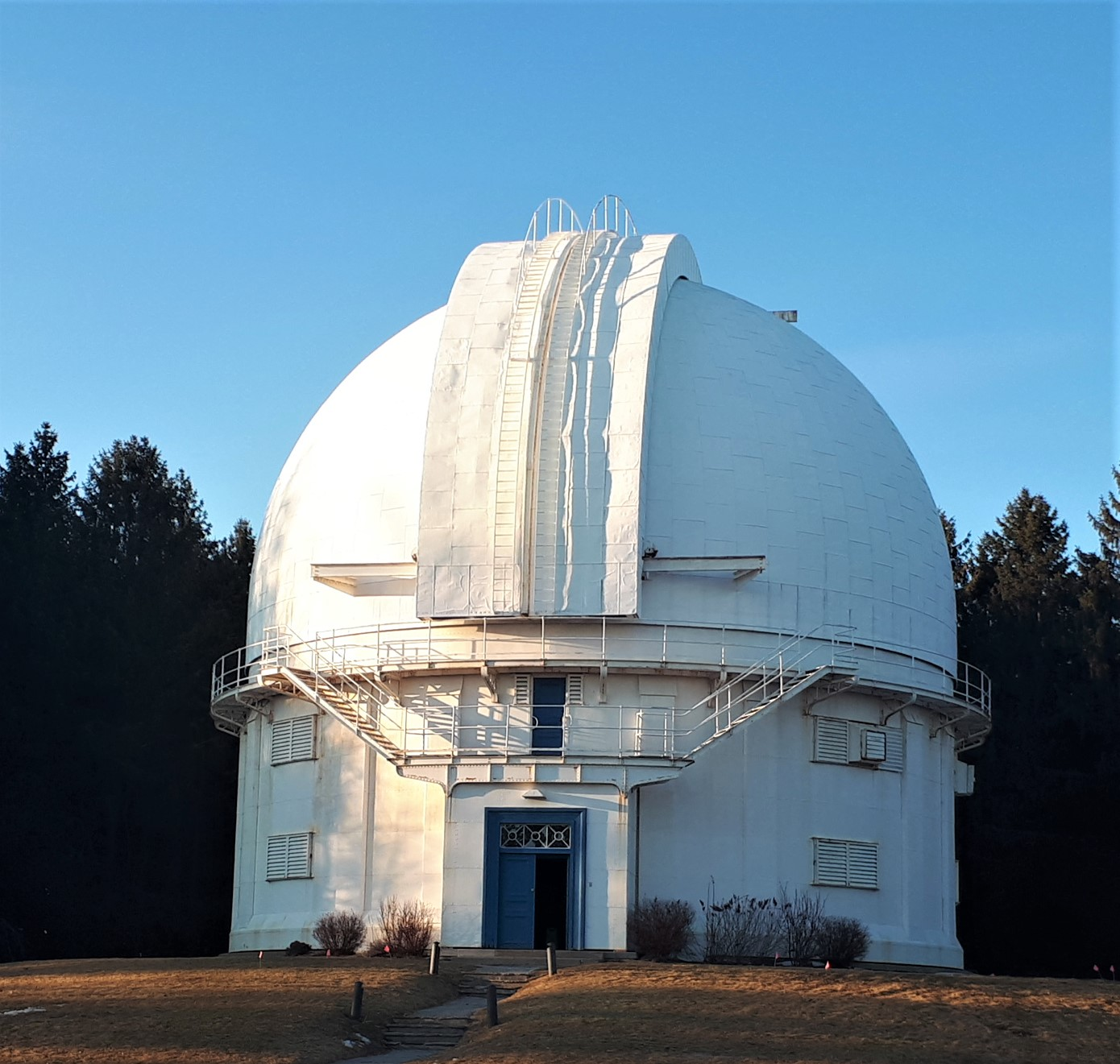
رصدخانه دیدید دانلپ در ریچموند هیل، انتاریو

ریچموندهیل (به انگلیسی: Richmond Hill) شهری در منطقه یورک (به انگلیسی: York Region) در شمال تورنتو در استان انتاریو در کشور کانادا است.

## شهرهای خواهرخوانده
- ایالات متحده آمریکا - لیک‌لند، فلوریدا
- چین - شیجیاژوانگ